# Mangosta groga
La mangosta groga (Cynictis penicillata) és una espècie de mamífer del gènere monotípic Cynictis, de la família de les mangostes (Herpestidae).

## Descripció
Les 12 subespècies reconegudes es diferencien entre si principalment pel color, la mida i la longitud dels cabells i de la cua. Hi ha una zona de ràpids canvis geogràfics, que separa els individus del nord de Namíbia, Botswana i el nord de Transvaal dels individus del sud. Els individus que habiten entre aquestes dues àrees poden tenir trets intermedis. Això crea variació clinal, fent la distinció entre subespècies impossible. Aquestes variacions poden ser genètiques o degudes a la quantitat i la intensitat de la llum solar en un lloc determinat. Els espècimens del sud (Sud-àfrica i Namíbia) són generalment més grans i tenen el pelatge de color daurat vermellós, mentre que els individus del nord (Botswana) són més petits i el seu pelatge és gris o gris groguenc. Aquest aspecte canós és el resultat del contrast que produeix l'alternança de pèls negres (eumelanina) amb pèls de color groc pàl·lid (feomelanina) en la capa exterior del pelatge. S'ha pogut constatar una variació estacional en el color del pelatge dels espècimens del sud, molt menys accentuada en els del nord. Els exemplars del sud tenen cues més llargues i amb la punta blanca i pèls més llargs en el pelatge que els individus del nord. En tots els espècimens de mangosta groga, els pèls més llargs es troben a la cua. Aquesta cua espessa, i relativament llarga, i les orelles arrodonides li donen a la mangosta groga l'aparença d'una guineu. El color del pelatge del ventre és blanquinós.
Té cinc dits a les potes davanters i quatre a les del darrere. El primer dígit de les potes del davant es troba aixecat respecte als altres i no deixa empremta en la petjada. El palmell és nu a les potes del davant i pelut a les del darrere. El musell és puntegut i els ulls són de color vermell amb una pupil·la ovalada horitzontalment, i tenen unes glàndules odoríferes anals, que secreten un líquid lletós que fa una olor que recorda el formatge agre. Les femelles tenen 3 parells de mugrons a l'abdomen.
La mangosta groga és més petita que la majoria de mangostes. El cos mesura uns 40 cm i la cua uns 30 cm, i té un pes aproximat de 600 grams.

## Distribució i hàbitat
La mangosta groga és endèmica i es troba àmpliament distribuïda al sud d'Àfrica, on hi ha zones densament poblades a Namíbia, a Botswana, a l'Estat Lliure d'Orange, al nord-oest de KwaZulu-Natal, a l'oest de Transvaal, a Zimbàbue i a la Província del Cap.
Prefereix hàbitats oberts i semiàrids com les sabanes i els matollars, mentre que es manté pràcticament absent en deserts, boscos i zones de muntanya.

## Comportament

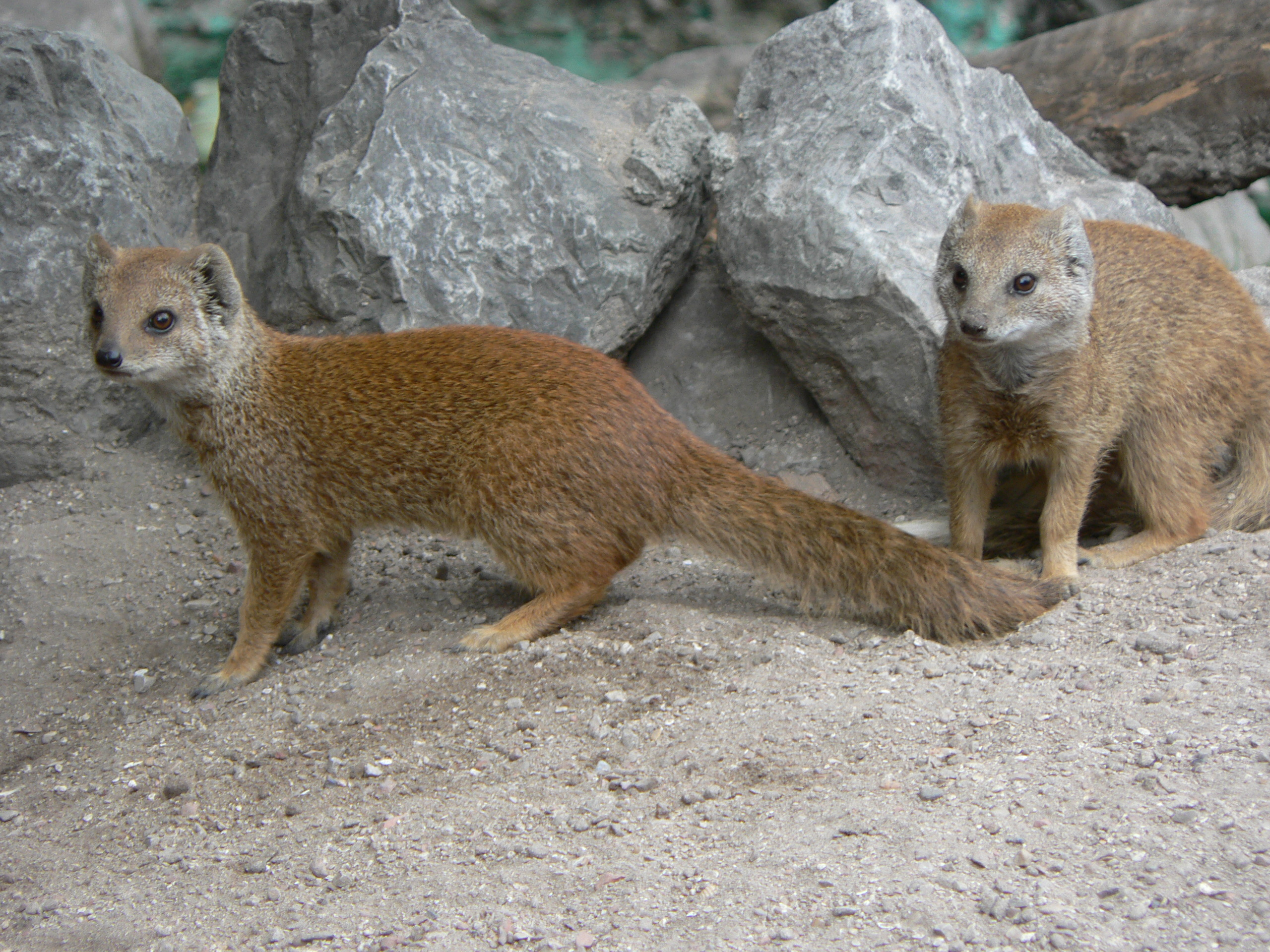
Mangostes grogues al zoo de Lilla

La mangosta groga és principalment diürna; passa la major part del dia a la recerca d'aliment, encara que de vegades es troba activa de nit. Abans de sortir a la recerca d'aliment, descansen o prenen el sol fora dels caus. El moment de l'inici de l'activitat està correlacionat amb l'hora de l'alba, les hores de boira, i les condicions meteorològiques, mentre que el moment de cessament de l'activitat està correlacionat amb la posta de sol i la temperatura màxima, i amb la velocitat del vent. La mangosta groga ocupa caus permanents que sovint comparteix amb marmotes i suricates, tot i que és capaç de fer caus molt complexos. Els caus són un microclima de termoregulació, que té l'avantatge de neutralitzar les condicions extremes.
El mangosta groga és un animal social; les colònies giren al voltant d'un grup familiar format per un mascle i una femella, les seves cries més joves, i altres individus formats per altres adults joves, adults molt vells, o individus amb algun tipus d'associació al grup.
Els territoris dels mascles sovint se superposen i són més grans que els de les femelles. Aquest fet suggereix que les unitats socials de la mangosta groga poden ser més complexes que una simple unitat familiar. Les femelles de diferents caus tenen rangs contigus, però no se superposen; això suggereix que hi pot existir una certa territorialitat.
És un animal silenciós, encara que se sap que criden (durant els combats), grunyen (quan es veuen amenaçades), lladren i ronquen. Es creu que potser fan servir la cua per comunicar-se.

## Dieta
El mangosta groga és principalment insectívora, encara que de manera oportunista s'alimenta de vertebrats. La carronya també és una font d'aliment. En l'anàlisi del contingut del seu estómac, s'han trobat molts organismes diferents, incloent escarabats (adults i larves), els tèrmits, llagostes, erugues, formigues, ratolins, ocells, herba, llavors, rèptils i amfibis. També se sap que s'emporten ous de gallina i pollastres en llibertat.

## Reproducció
Molts individus de mangosta groga s'aparellen durant la primera setmana de juliol. La còpula dura entre 30 i 60 segons, durant els quals el mascle emet un suau ronroneig alhora que la femella mossega o llepa continuadament les orelles del mascle. El període de gestació té una durada que varia entre 42 i 57 dies. S'estima que l'època de naixement dels cadells té lloc entre el mesos d'agost i novembre, encara que possiblement es pugui allargar fins al gener. La temporada de reproducció pot ser que es prolongui en els espècimens més septentrionals.
Les cries neixen en cambres netes dels caus, les quals no tenen "llits". La quantitat mitjana de la ventrada és d'1,8 cadells, i el deslletament té lloc al voltant de les 10 setmanes. Es creu que ambdós sexes assoleixen la maduresa sexual a partir del primer any.
No se sap amb certesa si els mascles participen en la cria i alimentació dels cadells.

## Relacions amb humans
Les mangostes grogues són considerades com el vector més important de la ràbia a l'altiplà del centre de Sud-àfrica. La incidència geogràfica d'aquesta malaltia està estretament relacionada amb la distribució d'aquesta espècie. La prevalença de la ràbia en la mangosta groga es deu a la seva abundància en certes àrees i el seu hàbit de viure en caus, fet que fa que els individus estiguin sovint molt a prop els uns dels altres i, per tant, les possibilitats de transmissió del virus augmenten. També hi ha una gran relació entre la incidència estacional de la ràbia i el cicle reproductiu de la mangosta groga. Molts agricultors creuen que la mangosta groga és un perill i una plaga per a ells i el seu bestiar. Per aquesta raó s'han produït diversos intents d'extermini de la mangosta groga, per tal de disminuir el nombre de possibles hostes de la malaltia. En aquest sentit, s'han segellat i gasificat els caus amb cianur, fosfina, monòxid de carboni o diòxid de carboni, i a continuació es col·loquen trampes per capturar els possibles supervivents.
Malgrat tot, no són completament negatives per a les persones, ja que poden ajudar a controlar les poblacions de rosegadors i d'insectes nocius, dels quals s'alimenten.